# ليه روبسون
ليه روبسون (بالإنجليزية: Les Robson)‏ (1 نوفمبر 1931 في المملكة المتحدة - ) هو لاعب كرة قدم بريطاني في مركز جناح ‏. لعب مع نادي كرو ألكساندرا ونادي ليفربول وهال سيتي ونادي جوول ‏ ودارلينجتون إف سى.